# Reprezentacja Polski w rugby 7 mężczyzn
Reprezentacja Polski mężczyzn w rugby 7-osobowym – zespół rugby union, reprezentujący Rzeczpospolitą Polską w meczach i sportowych imprezach międzynarodowych, powoływany przez selekcjonera, w którym mogą występować zarówno zawodnicy posiadający obywatelstwo polskie, jak i gracze niebędący obywatelami Polski, ale o polskich korzeniach lub mieszkający w Polsce. Za jego funkcjonowanie odpowiedzialny jest Polski Związek Rugby (PZR), członek Rugby Europe oraz World Rugby.

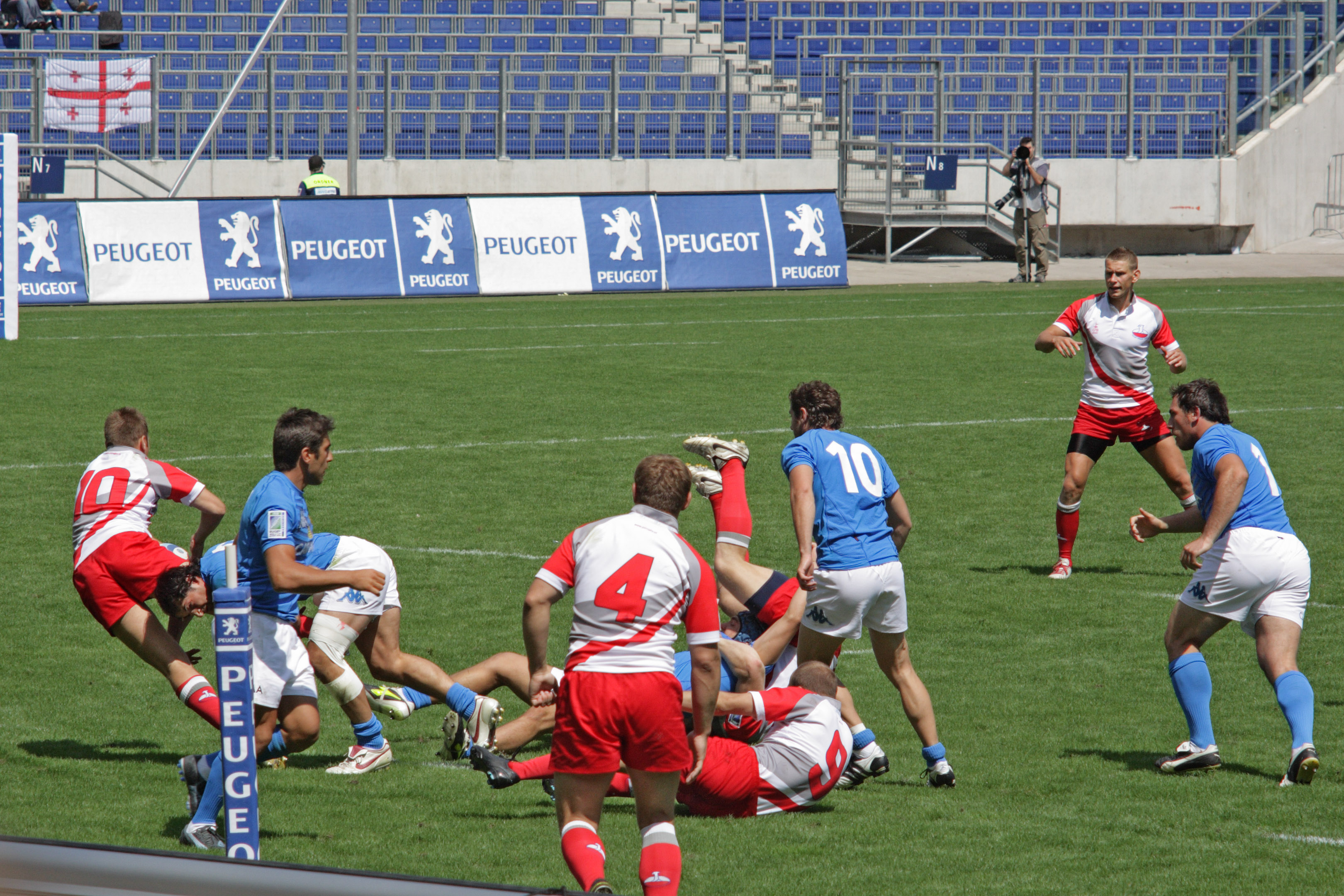
Polacy w meczu przeciwko Włochom podczas Mistrzostw Europy 2008.

## Turnieje

### Udział wmistrzostwach Europy
| Rok  | Wynik | Źródło |
| ---- | ----- | ------ |
| 2002 | 7.    |        |
| 2003 | 9.    |        |
| 2004 | 14.   |        |
| 2005 | –     |        |
| 2006 | –     |        |
| 2007 | 8.    |        |
| 2008 | 11.   |        |
| 2009 | 10.   |        |
| 2010 | 12.   |        |
| 2011 | –     |        |
| 2012 | –     |        |
| 2013 | –     |        |
| 2014 | –     |        |
| 2015 | –     |        |
| 2016 | 9.    |        |
| 2017 | 12.   |        |
| 2018 | 12.   |        |
| 2019 | 11.   |        |
| 2021 | 8.    |        |
| 2022 | 10.   |        |